# Короткін Микита Петрович
Микита Петрович Короткін (15 квітня 1906, село Саприновичі Могильовської губернії, тепер Мстиславського району Могильовської області, Білорусь — ?) — радянський державний діяч, 1-й секретар Вітебського обласного комітету КП Білорусії. Депутат Верховної ради СРСР 4-го скликання.

## Життєпис
Народився в бідній селянській родині. Закінчив школу селянської молоді. Член ВКП(б) з 1927 року.
У 1930 році закінчив Жлобинський агропедагогічний технікум Білоруської РСР.
У 1930—1932 роках працював вчителем у Слуцькому районі Білоруської РСР. 
З 1932 року — на партійній та господарській роботі.
До 1940 року — голова виконавчого комітету Кіровської районної ради депутатів трудящих Могильовської області.
У 1940—1941 роках — 1-й секретар Жабинківського районного комітету КП(б) Білорусії Брестської області.
З 30 червня 1941 по жовтень 1944 року — в Червоній армії, учасник німецько-радянської війни. З червня по вересень 1941 року був політичним бійцем 121-ї стрілецької дивізії Центрального фронту. У вересні — грудні 1941 року — інструктор політичного відділу 137-ї стрілецької дивізії Брянського фронту. З грудня 1941 по січень 1942 року служив комісаром і в.о. командира батальйону 1248-го стрілецького полку 367-ї стрілецької дивізії Волховського фронту. У січні 1942 року був важко поранений і контужений у боях, довгий час лікувався у військових госпіталях. Потім служив начальником адміністративно-господарського управління польового евакуаційного пункту № 122, начальником адміністративного відділу управління місцевого евакуаційного пункту № 99 3-го Прибалтійського фронту.
У 1944—1947 роках — 1-й секретар Жабинківського районного комітету КП(б) Білорусії Брестської області.
У 1947 — 23 серпня 1948 року — 2-й секретар Гродненського обласного комітету КП(б) Білорусії.
У 1948—1951 роках — слухач Вищої партійної школи при ЦК ВКП(б).
У 1951—1952 роках — начальник Політичного сектора Міністерства сільського господарства Білоруської РСР та заступник міністра сільського господарства Білоруської РСР.
У 1952 — січні 1954 року — 2-й секретар Вітебського обласного комітету КП Білорусії.
У січні 1954 — вересні 1956 року — 1-й секретар Вітебського обласного комітету КП Білорусії.
У 1956—1969 роках — заступник міністра хлібопродуктів Білоруської РСР.
З 1969 року — персональний пенсіонер.

## Звання
- старший політрук
- капітан

## Нагороди
- орден Вітчизняної війни І ст. (6.11.1945)
- орден Трудового Червоного Прапора (1948)
- орден Червоної Зірки (27.08.1944)
- медаль «За оборону Ленінграда» (1942)
- медаль «За оборону Москви» (1944)
- медаль «За перемогу над Німеччиною у Великій Вітчизняній війні 1941—1945 рр.» (1945)
- медаль «За доблесну працю у Великій Вітчизняній війні 1941—1945 рр.» (1945)
- медалі